# 前田一世
前田 一世（まえだ いっせい、1974年12月29日 - ）は、日本の俳優、声優。大阪府出身。劇団青年座（映画放送）所属。劇団『ショーGEKI』・「ショーGEKIメンズ」の元メンバーである。

## 略歴
新国立劇場演劇研修所（第1期生）修了。

## 出演

### 舞台
- 「ロルカ〜オリーブの木と泉の間に〜」 - ロルカ 役
- 「毛皮のマリー」

2002年
- オフィス・ワンダーランド（さいふうめいプロデュース）第29回公演「不死鳥の落胤」（2002年4月17日〜21日、東京芸術劇場・小ホール2）

2003年
- ショーGEKI大魔王『幕末剣舞烈風伝／幕末革命児列伝「新撰組／維新士」』（2003年7月18日〜27日、新宿・全労済ホールスペース・ゼロ）

2004年
- ショーGEKIメンズ公演「ガンバレ」（2004年1月20日〜25日、下北沢「劇」小劇場）
- ワンダーランド・ラボ（さいふうめいプロデュース）第2回公演「漂鳥の儚」（2004年6月16日〜20日、中野劇場MOMO）
- ショーGEKI『ショーGEKIメンズライヴ「ダンパチ・1st」』（2004年7月20日〜25日、下北沢「劇」小劇場）※ショーGEKIメンズによる約10分ほどの特別「スリル」公演を含む
- ショーGEKI大魔王「W・ウイングス」（2004年12月11日〜19日、新宿・全労済ホールスペース・ゼロ）

2005年
- ショーGEKI『ショーGEKIメンズ「ダンパチ2nd」／ショーGEKIライヴ「オールキャスト」』（2005年2月3日〜6日、新宿シアターモリエール）

2007年
- 新国立劇場演劇研修所1期生 試演会1『音楽劇「三文オペラ」』（2007年5月6日〜8日、新国立劇場小劇場） - 盗賊団の首領マクヒス 役
- 新国立劇場演劇研修所1期生 試演会2『「あぶらでり」／「かどで」』（2007年7月27日〜29日、新国立劇場Cリハーサル室） - 職人の三 役　※「かどで」のみ

2008年
- 新国立劇場演劇研修所1期生 修了公演「リハーサルルーム」（2008年2月8日〜10日、新国立劇場小劇場）
- Studio Life「死の泉」（2008年11月、天王洲銀河劇場） - ヘルムート 役
- Studio Life「パサジェルカ〜女船客〜」（2008年11月、天王洲銀河劇場） - ワルター 役

2009年
- 新国立劇場『「ヘンリー六世」第三部　薔薇戦争』（2009年10月27日〜11月23日、新国立劇場中劇場） - アランソン公 役
- リンク エンタテーイメント「タナトス」（2009年3月、アサヒアートスクエア）
- 日韓演劇フェスティバル「狂ったキッス」（2009年6月、あうるすぽっと）

2010年
- 松竹「カエサル」（2010年10月、日生劇場）
- Conclave『ラスコーリニコフとスヴィドリガイロフ〜「罪と罰」より〜』（2010年12月8日〜19日、ワーサルシアター） - スヴィドリガイロフ 役

2011年
- ホリプロ「太陽に灼かれて」（2011年7月、天王洲銀河劇場） - ミロノフ 役
- 日本劇団協議会「父が燃える日」（2011年9月、青年座劇場） - 五味充明 役
- ホリプロ『ミュージカル「スリル・ミー」Aキャスト』（2011年9月15日〜10月3日、アトリエフォンテーヌ）※声の出演
- ホリプロ『ミュージカル「スリル・ミー」Bキャスト』（2011年9月17日〜10月3日、アトリエフォンテーヌ）※声の出演
- ITI世界の秀作短編研究シリーズ　ドラマリーディングドイツ編「氷の下」（2011年12月、東京ドイツ文化センター）
- ITI世界の秀作短編研究シリーズ　ドラマリーディングドイツ編「イドメネウス」（2011年12月、東京ドイツ文化センター）

2012年
- 三島由紀夫文学館主催　リーディング「こころで聴く三島由紀夫」（2012年7月、山中湖村公民館）
- 新国立劇場「リチャード三世」（2012年10月、新国立劇場中劇場） - クラレンス公ジョージ 役

2023年
- しんゆりシアター「女学者たち」（2023年10月、川崎市アートセンター アルテリオ小劇場）

2024年
- 白衛軍 The White Guard（2024年12月公演予定、新国立劇場中劇場）

### テレビドラマ
- 愛の劇場　温泉へGo!（2008年9月1日〜11月21日、TBS） - 斉藤琢磨 役
- Cafe吉祥寺で　第3話（2008年10月12日、テレビ東京） - 青木（刑事） 役
- 水曜ミステリー9　多摩南署たたき上げ刑事・近松丙吉8　最期のメッセージ（2008年11月5日、テレビ東京）
- ドラマW　人間動物園（2009年7月19日、WOWOW）
- 大河ドラマ　龍馬伝　第18話、第19話、第21話（2010年1月3日〜11月28日、NHK） - 錦小路頼徳 役　※朝廷関係
- 月曜ゴールデン　内部調査官・水平直の報告書（2011年1月17日、TBS）
- パナソニック ドラマシアター　ハンチョウ〜神南署安積班〜シリーズ4 File.12（2011年6月27日、TBS）
- NHKスペシャル　未解決事件　file.01 グリコ・森永事件（2011年7月29日・30日、NHK） - 府警担当記者 役　※再現ドラマ
- 非破壊検査PRESENTS　復興せよ! 後藤新平と大震災2400日の戦い（2012年1月22日、よみうりテレビ）
- 土曜ワイド劇場　事件15　復讐殺人法廷（2012年5月12日、テレビ朝日）
- おじさんはカワイイものがお好き。　最終話（2020年9月10日、読売テレビ）
- 女系家族（2021年12月4日・5日、全2回、テレビ朝日） - 前田医師 役
- ホットスポット　最終話（2025年3月16日、日本テレビ系列） - 刑事 役

### 映画
- 相棒 -劇場版II- 警視庁占拠! 特命係の一番長い夜（2010年12月23日、東映）

### テレビアニメ
2012年
- HUNTER×HUNTER（第2作）（ビーン）

2013年
- ドキドキ!プリキュア（城戸先生）

2014年
- PSYCHO-PASS サイコパス 2（蓮池楓、後援会員）
- 白銀の意思 アルジェヴォルン（イリキ大佐）

2015年
- アルスラーン戦記（町人）
- 純潔のマリア（司教）
- パンチライン（犯人）

2016年
- アクティヴレイド -機動強襲室第八係-（国土交通大臣）
- 僕だけがいない街

2018年
- 遊☆戯☆王VRAINS（ライトニング）

2020年
- ハイキュー!! TO THE TOP（大佐渡巽）

2022年
- 新テニスの王子様 U-17 WORLD CUP（エドガー・ドラクロワ）

2023年
- AIの遺電子（フィーの父親）

### 劇場アニメ
- コクリコ坂から（2011年）

### ゲーム
- グランブルーファンタジー（2024年、ギャリバン[7]）

### ラジオドラマ
- FMシアター 「イナナギ」（2013年2月23日、NHK-FM）※平成24年度中四国ラジオドラマ脚本コンクール佳作
- 青春アドベンチャー（NHK-FM）
  - 羽州ぼろ鳶組シリーズ - 大音勘九郎 役
    - 火喰鳥 羽州ぼろ鳶組（2018年7月23日 - 8月3日）[8]
    - 夜哭烏 羽州ぼろ鳶組（2019年9月16日 - 27日）[9]

  - 『謙信サマは今日も気まぐれ』（2025年5月12日 - 23日）[10] - 本庄実乃（ほんじょうさねより） 役
- NISSAN あ、安部礼司 〜 beyond the average 〜（2019年 - 、TOKYO FM） - 池杉輝義 役

### 吹き替え

#### 担当俳優
ジェシー・プレモンス
- アイリッシュマン（2019年、チャッキー・オブライエン）
- パワー・オブ・ザ・ドッグ（2021年、ジョージ・バーバンク）
- 運命のイタズラ（2022年、CEO）
- キラーズ・オブ・ザ・フラワームーン（2023年、トム・ホワイト）

チャニング・テイタム
- マジック・マイクシリーズ（2013年 - 2023年、マイケル・“マジック・マイク”・レーン）
  - マジック・マイク
  - マジック・マイクXXL
  - マジック・マイク ラストダンス

- サイド・エフェクト（2014年、マーティン・テイラー）

#### 映画（吹き替え）
2012年
- 裏切りのサーカス
- 顔のないスパイ
- ゲーテの恋 〜君に捧ぐ「若きウェルテルの悩み」〜
- バトルシップ（JPJ当直士官）
- フライペーパー! 史上最低の銀行強盗（ゲイツ〈マット・ライアン〉）

2013年
- 華麗なるギャツビー（車のゲスト）
- グランド・マスター（カミソリ〈チャン・チェン〉）
- ザ・ターゲット/陰謀のスプレマシー（フロイド）
- ザ・マスター
- ビトレイヤー（ルアン・スターンウッド〈エリス・ガベル〉）
- ファインド・アウト（ビリー〈セバスチャン・スタン〉）
- マリーゴールド・ホテルで会いましょう
- マン・オブ・スティール（F35パイロット2）
- リンカーン（ジョージ・イェーマン民主党議員〈ウォルトン・ゴギンズ〉）
- リンカーン/秘密の書
- ワールド・ウォーZ

2014年
- エリア0〈ゼロ〉（コーリー・モリス〈コーリー・アイド〉）
- キアヌ・リーブス ファイティング・タイガー
- 凍える夜に、盲目の殺し屋トポ（ビリー〈ローガン・マーシャル＝グリーン〉）
- ザ・イースト
- ザ・マシーン（ポール・ドーソン）
- サプライズ（タリク〈タイ・ウェスト〉）
- ネイビー・シールズ: チーム6（スタナー〈カム・ジガンデイ〉）
- 武器人間（アレクセイ〈マーク・スティーヴンソン〉）
- やさしい本泥棒
- 楊家将〜烈士七兄弟の伝説〜（楊延昭〈ウー・ズン〉）
- LIFE!/ライフ（フィル〈ケイ・レノックス〉）※劇場公開版
- ラヴレース（ヒュー・ヘフナー〈ジェームズ・フランコ〉）
- レイジング・コップス（フランク〈ダニエル・ボンジュール〉）

2015年
- 怪しい彼女（ハン・スンウ〈イ・ジヌク〉）
- 監視者たち（ジェームズ〈チョン・ウソン〉）
- 靴職人と魔法のミシン（エミリアーノ〈ダン・スティーヴンス〉）
- ジャージー・ボーイズ（ボブ・ゴーディオ〈エリック・バーゲン〉）
- ダークハウス（ジョン〈ダスティン・ミリガン〉）
- 誰よりも狙われた男（マキシミリアン〈ダニエル・ブリュール〉）
- ドライヴ（スタンダード・ガブリエル〈オスカー・アイザック〉）※ソフト版
- ファイアー・レスキュー（イップ〈アンディ・オン〉）
- フューリー（マイルス〈スコット・イーストウッド〉）
- プロジェクト・アルマナック
- レッド・ファミリー（キム・ジェホン〈チョン・ウ〉）

2016年
- サヨナラの代わりに（エヴァン〈ジョシュ・デュアメル〉）
- ナイト・ビフォア 俺たちのメリーハングオーバー（ジェームズ・フランコ〈本人役〉）

2017年
- ジャック・リーチャー NEVER GO BACK（ハンター〈パトリック・ヒューシンガー〉）

2018年
- ウェディング・テーブル
- すべての終わり（ウィル〈テオ・ジェームズ〉）
- ディープ・ブルー2（トレント・スレイター〈ロブ・メイズ〉）
- ホンモノの気持ち（アッシュ〈テオ・ジェームズ〉）

2019年
- アザーフッド 私の人生（マット・ウォーカー〈シンカ・ウォールズ〉）
- シャフト（JJ〈ジェシー・T・アッシャー〉）
- ディセンダント3（ハデス〈シャイアン・ジャクソン〉）
- マレフィセント2（農民3）

2021年
- スカイライン -逆襲-（レオン伍長〈ジョナサン・ハワード〉）
- エターナルズ（ベン〈ハーズ・スレイマン〉）

2023年
- ホーンテッドマンション（ウィリアム・グレイシー〈J・R・アドゥチ〉）

2024年
- アトラス（ハーラン〈シム・リウ〉）
- ジョーカー:フォリ・ア・ドゥ（ルー博士〈ケン・レオン〉）

#### ドラマ
2012年
- グッド・ワイフ シーズン3
- グッバイ・マヌル〜僕と妻のラブ♡バトル（カン・グロ〈ジュリアン・カン〉）
- ビクトリアス
- 屋根部屋のプリンス（ウ・ヨンスル〈チョン・ソクウォン〉）

2013年
- コペンハーゲン/首相の決断（カスパー・ユール〈ピルウ・アスベック〉）
- SMASH シーズン2
- ノーリミット
- 私はラブ・リーガル（ルーク・ダニエルズ〈カーター・マッキンタイア〉）

2014年
- エージェント・オブ・シールド（デュモン）
- エレメンタリー ホームズ&ワトソン in NY
- DALLAS/スキャンダラス・シティ（クリストファー・ユーイング〈ジェシー・メトカーフ〉）

2015年
- エージェント・オブ・シールド（十代のグラント・ウォード）
- THE FLASH/フラッシュ（エディ・ソーン〈リック・コスネット〉）
- ヘムロック・グローヴ（JR・ゴッドフリー〈ポール・ポポウィッチ〉）
- REIGN/クイーン・メアリー（セバスチャン〈バッシュ〉〈トーランス・クームズ〉）

2016年
- ロスト・ガール（ダイソン〈クリス・ホールデン＝リード〉）

2017年
- ザ・ファイブ -残されたDNA-（マーク・ウェルズ〈トム・カレン〉）
- ラスト・タイクーン（モンロー・スター〈マット・ボマー〉）

2018年
- iゾンビ（メイジャー・リリーホワイト〈ロバート・バックリー〉）
- 私立探偵ストライク（ギー・ソメ〈カディフ・カーワン〉）
- エイリアニスト（セオドア・ルーズベルト〈ブライアン・ジェラティ〉）

2019年
- アガサ・クリスティー 無実はさいなむ（ミッキー・アーガイル〈クリスチャン・クック〉）
- 100日の郎君様（チョン・ジェユン〈キム・ソノ〉）
- ザ・モーニングショー（チップ〈マーク・デュプラス〉）
- マインドハンター シーズン2 #7（ベイトソン）
- ザ・テラー シーズン2（オオタ・テツヤ〈田邊和也〉）

2020年
- ライアー 交錯する証言（アンドリュー・アーラム〈ヨアン・グリフィズ〉）

2021年
- FARGO/ファーゴ:カンザスシティ（オーディス・ウェフ〈ジャック・ヒューストン〉）
- ユーフォリア/EUPHORIA（キャル〈エリック・デイン〉）
- フォーティチュード/極寒の殺人鬼（フランク・サッター〈ニコラス・ピノック〉）

2022年
- ムーンナイト
- ミズ・マーベル（ハサン）

2023年
- 捜査官カタリーナ・フス（ヨハン〈アンデッシュ・ベルイ〉）
- ザ・コンチネンタル:ジョン・ウィックの世界から（レミー）

2024年
- アストリッドとラファエル 文書係の事件録（アンギュス・ニールセン〈アリオシャ・イトビッチ〉）
- お騒がせ探偵!スペンサー・シスターズ（アントニオ・ペレイラ〈ロドリゴ・マッサ〉）
- Accidente/アクシデンテ（エミリアーノ〈セバスティアン・マルティネス〉）

#### アニメ
2019年
- フリージ　(調教師、男性ナレーター、地元の男性B)
- アナと雪の女王2（アグナル国王）

2024年
- 百妖譜（蔵人）